# Ikemen Jiro
Sōjirō Higuchi (en japonés: 樋口 壮士朗 [Higuchi Sōjirō]; Adachi, Tokio, 19 de septiembre de 1992), conocido como Jiro «Ikemen» Kuroshio, es un luchador profesional japonés. Es conocido por haber trabajado para la promoción Wrestle-1, donde destaca dos reinados como Campeón Mundial de Tríos de UWA. También trabajó para la empresa estadounidense WWE de 2019 a 2023, donde se presentó en la marca NXT bajo el nombre de Ikemen Jiro.
Su personaje asemeja a un ikemen, mismo que se refleja en su nombre luchístico, vestimenta, y gestos.

## Primeros años
Higuchi nació en Adachi, Tokio. Cuando era joven, a menudo asistía a eventos de lucha libre profesional con su padre, que era fanático. Su padre se hizo amigo del hermano mayor de Yoshihiro Tajiri, lo que a su vez llevó a una amistad con el propio Tajiri. Comenzó a entrenar con la promoción Hustle de Tajiri cuando tenía 14 años. Sin embargo, sin un plan definido para hacer un debut profesional y otros compromisos más allá de la lucha libre como la escuela, el interés de Higuchi en la lucha libre disminuyó y en un momento se alejó del deporte. Finalmente regresó a la lucha libre uniéndose al campo de entrenamiento de la promoción Smash.

## Carrera

### Inicios
Usando el nombre de ring Jiro Kuroshio, Higuchi hizo su debut en la lucha libre profesional el 30 de diciembre de 2011 contra su compañero Koji Doi en el evento "Smash 24". Adoptó el nombre "Kuroshio" del nombre del restaurante nabemono operado por sus padres, "Nabeya Kuroshio". La promoción Smash se retiró en marzo de 2012 y el 5 de abril de 2012 Kuroshio, junto con Tajiri y todos los demás luchadores, árbitros y aprendices, pasaron a la promoción derivada Wrestling New Classic.
En WNC Before the Dawn, Kuroshio luchó en el primer combate de Wrestling New Classic, perdiendo ante Josh O'Brien. En un evento en Korakuen Hall el 30 de agosto de 2012, después de derrotar a Koji Doi, Kuroshio anunció que se había convertido en aprendiz de Hajime Ohara y se unió a la unidad de Ohara "DQN". El 16 de julio, Kuroshio, Lin Byron y Tsubasa derrotaron a The Bodyguard, Mio Shirai y Takuya Kito en la final de un torneo de una noche para seis personas para ganar la Copa Kito 2012, con Byron imponiendo la victoria al creador del torneo, Kito. También participó en la Copa Dave Finlay de 2012, perdiendo ante Koji Doi en la semifinal. En 2013 cambió su nombre de anillo a "Jiro Ikemen Kuroshiro" y adoptó un carácter" ikemen ". Como el año anterior, participó en la Dave Finlay Cup, perdiendo ante Kaji Tomato. El 1 de julio de 2014 Kuroshio se trasladó al Wrestle-1.

### Wrestle-1 (2014-2020)
Haciendo su debut en Wrestle-1 en abril de 2014, Kuroshio se convirtió en miembro oficial de la lista el 1 de julio, cuando Kuroshio junto con Tajiri, Akira, Yusuke Kodama, Koji Doi y Rionne Fujiwara dejaron WNC. Kuroshio formó rápidamente el Novus estable con sus compañeros exalumnos de WNC Kodama, Doi y Fujiwara. En agosto, derrotó a Andy Wu en una pelea de clasificación, ganando el derecho a ingresar al torneo inaugural del Campeonato de Wrestle-1, luego perdería ante Masayuki Kono en la primera ronda. En noviembre, formó la asociación de equipo de etiqueta "Ikemen Samurai" con Masakatsu Funaki y compitió en el torneo inaugural del Campeonato de equipo de etiqueta Wrestle-1. Con Kuroshio haciendo equipo con Funaki y Doi uniéndose a Desperado, Novus se disolvió silenciosamente. El 30 de mayo de 2015, Kuroshio ganaría el "Torneo Camino a Keiji Mutoh" ganando el derecho a enfrentarse a Keiji Mutoh en un combate uno a uno, perdería ante Mutoh el 18 de junio. También en junio, Ikemen Samurái vendría a su fin con Funaki dejando la promoción. Kuroshio llegaría a las semifinales del Gran Premio de Wrestle-1 2015 antes de perder ante el eventual ganador Manabu Soya, pero obtuvo impresionantes victorias sobre su ex mentor Tajiri y el ex campeón de Wrestle-1 Kai.
Después del torneo, Kuroshio formó las chaquetas estables con Yasufumi Nakanoue y Seiki Yoshioka. El 9 de octubre, el trío derrotó a New Wild Order (Akira, Jun Kasai y Kumagoro) para ganar el Campeonato Mundial de Tríos UWA vacante. El 3 de noviembre, perdieron los títulos ante Real Desperado (Kazma Sakamoto, Koji Doi y Nosawa Rongai) pero recuperarían los cinturones el 27 de noviembre. El 7 de enero de 2016, Jackets dejaría vacantes los títulos. debido a que Yoshioka fue marginado luego de una cirugía de ciego y no pudo asistir a la defensa del título programada para el 10 de enero. El 31 de enero, Jackets perdió ante Kaz Hayashi, Minoru Tanaka y Tajiri por el título vacante. A mediados de 2016, Jackets se disolvió cuando Nakanoue dejó Wrestle-1.
El 27 de noviembre de 2016, Kuroshio derrotó a Yohei Nakajima por el Gaora TV Championship ganando su primer campeonato individual. El 7 de diciembre, Kuroshio, Andy Wu, Daiki Inaba, Yusuke Kodama, Seiki Yoshioka, Koji Doi, Kumagoro y Kohei Fujimura formaron un establo llamado New Era. En febrero de 2017, Kuroshio se vio obligado a abandonar el Gaora TV Championship debido a una lesión.
El 23 de marzo de 2019, Kuroshio anunció su salida de Wrestle-1, con su último combate bajo contrato programado para el 3 de abril en Korakuen Hall. Kuroshio hizo su debut en Estados Unidos un mes después, el 5 de abril, en una cartelera independiente en la ciudad de Nueva York, derrotando a Rich Swann. Kuroshio regresó periódicamente a Wrestle-1 como autónomo y participó en una batalla real en la última cartelera de la promoción el 1 de abril de 2020.

### WWE (2020-2023)
En diciembre de 2020, WWE anunció a Kuroshiro como recluta del WWE Performance Center. 
El 7 de mayo de 2021, Kuroshio debutó en 205 Live bajo el nombre de Ikemen Jiro, haciendo equipo con August Gray para derrotar a Tony Nese y Ariya Daivari. Jiro luego continuaría formando equipo con Gray en 205 Live hasta junio, cuando Gray fue liberado de la WWE. En el 205 Live emitido el 30 de julio, derrotó a Grayson Waller En el 205 Live emitido el 5 de noviembre, junto a KUSHIDA fueron derrotados por Grizzled Young Veterans (James Drake & Zack Gibson). En el 205 Live emitido el 3 de diciembre, junto a KUSHIDA fueron derrotados por The Creed Brothers (Brutus & Julius)
Empezando el 2022, en el 205 Live emitido el 7 de enero, derrotó a Ru Feng. En el último episodio de 205 Live emitido el 11 de febrero, fue derrotado por Trick Williams.
El 6 de julio, se anunció que Jiro sería parte del Torneo Breakout NXT 2021. En el episodio del 13 de julio de NXT, Jiro fue eliminado en la primera ronda por Duke Hudson. En el NXT 2.0 del 12 de octubre, después de que Ivy Nile (con Diamond Mine) derrotará a Valentina Feroz, Jiro interrumpió la celebración de Diamond Mine y remarca sus intenciones de arrebatarle el Campeonato Peso Crucero de NXT, pero Julius Creed lo encara y lo recibe con una patada, seguidamente se enfrentó a Julius Creed, sin embargo perdió, después del combate, fue atacando por Diamond Mine hasta KUSHIDA aparece para salvarlo, pero Nile lo distrae y es vapuleado por sus rivales, uniéndose a KUSHIDA comenzando un feudo contra Diamond Mine, la siguiente semana en NXT 2.0, junto a KUSHIDA interfirieron en el combate entre The Creed Brothers (Brutus & Julius) (con Diamond Mine) contra Imperium (Fabian Aichner & Marcel Barthel), distrayendo a The Creed Brothers causándo que perdieran. En Halloween Havoc, junto a KUSHIDA disfrazados como un equipo de lucha amateur formaron parte de los leñadores del Lumber Jack-o'-Lantern Match entre Imperium (Fabian Aichner & Marcel Barthel) contra MSK (Wes Lee & Nash Carter) por los Campeonatos en Parejas de NXT. A principios de noviembre, mediante una entrevista tras bastidores, junto a KUSHIDA se nombraron Jacket Time confirmando el nombre de su equipo, a la siguiente semana en NXT 2.0, junto a KUSHIDA fueron derrotados por The Creed Brothers (Brutus & Julius) (con Diamond Mine), después del combate, Odyssey Jones ayudándolos a atacar a Diamond Mine (Roderick Strong & The Creed Brothers (Brutus & Julius)), uniéndose al feudo contra Diamond Mine, La siguiente semana en NXT 2.0, junto a KUSHIDA & Odyssey Jones derrotaron a Diamond Mine (Roderick Strong & The Creed Brothers (Brutus & Julius)), terminando el feudo. En el NXT 2.0 del 16 de diciembre, junto a KUSHIDA derrotaron a Grizzled Young Veterans (James Drake & Zack Gibson) debido a distracciones de The Creed Brothers (Brutus & Julius), siendo su primera victoria como equipo, la siguiente semana en NXT 2.0, junto a KUSHIDA aparecieron en ringside, colocando una mesa de comentaristas y proceden a retransmitir en japonés durante el combate entre The Creed Brothers (Brutus & Julius) contra Grizzled Young Veterans (James Drake & Zack Gibson) que terminó sin resultado debido a que junto a KUSHIDA se atacaron entre The Creed Brothers contra Grizzled Young Veterans contra Josh Briggs & Brooks Jensen,
A principios de 2022, se anunció que junto a KUSHIDA participarían en el Dusty Rhodes Tag Team Classic, y en el NXT 2.0 del 25 de enero, junto a KUSHIDA se enfrentaron a MSK (Nash Carter & Wes Lee) en la Primera Ronda del Dusty Rhodes Tag Team Classic, sin embargo perdieron, después del combate, ambos equipos se dieron la mano en señal de respeto. En el episodio de NXT Level Up emitido el 21 de julio de 2023, junto a Quincy Elliot, fueron derrotados por Tank Ledger & Hank Walker. El 21 de septiembre, Jiro fue liberado de su contrato por WWE.

### All Japan Pro Wrestling (2023-presente)
El 21 de octubre de 2023, en el All Japan Pro Wrestling (AJPW) 51st Anniversary Tour, Kuroshio fue revelado como participante en la World's Strongest Tag League bajo el nombre de ring Kuroshio Tokyo Japan (黒潮TOKYOジャパン), en un equipo con Seigo Tachibana.

### DDT Pro-Wrestling (2023-presente)
El 22 de octubre de 2023, Kuroshio apareció en DDT Pro-Wrestling en God Bless DDT 2023, haciendo su regreso a la promoción desde su último combate en 2020. Desafió al novato Takeshi Masada a un combate individual en Ultimate Party 2023 después de que Konosuke Takeshita lo recomendara en Estados Unidos. Kuroshio ganó el combate.

## Campeonatos y logros
- All Japan Pro Wrestling

- Gaora TV Championship (1 vez)

- DDT Pro-Wrestling

- DDT Extreme Championship (1 vez)
- Ironman Heavymetalweight Championship (1 vez)

- Gleat
  - G-Infinity Championship (1 vez) — con Seigo Tachibana

- Wrestle-1

- UWA World Trios Championship (4 vez) – con Yasufumi Nakanoue & Seiki Yoshioka (2), Jay Freddie & Kumagoro (1), & Koji Doi & Kumagoro (1)
- Wrestle-1 Result Championship (1 vez)
- Wrestle-1 Tag Team Championship (1 vez) – con Masato Tanaka
- Road To Keiji Mutoh Tournament (2015)
- Wrestle-1 Grand Prix (2017)

- Wrestling New Classic

- Kito Cup (2012) – con Lin Byron & Tsubasa

- Pro Wrestling Illustrated

- Clasificado en el puesto 228 de los 500 mejores luchadores individuales en el PWI 500 en 2018